# Онинова война
Ониновата война (на японски: 応仁の乱) е името, дадено на гражданска война, водила се в Япония през 1467 – 1477 г. Конфликтът слага край на шогуната на рода Ашикага и поставя началото на смутни времена, когато при неясни политически обстоятелства се водят войни в продължение на 100 години.

## Причини и повод
Поводът за войната е борбата за трона в рода Ашикага. Тъй като нямало пряк наследник, Ашикага Йошимаса обявява своя брат Йошими за наследник на трона. Една година по-късно обаче се ражда Йошихиса, синът на Йошимаса. Йошимаса решава, че синът му трябва да се възкачи на престола. Тъй като шогунатът по времето на Йошимаса вече е загубил своето влияние, силните родове в страната усещат своя шанс да излязат напред. Те заели позиция и подкрепяли двамата претенденти за шогунската власт.
Основните враждуващи страни били родовете Ямана и Хосокава. Ямана застават зад Йошихиса, а Хокосава подкрепят брат му Йошими. Васалите на Ямана и Хокосава също дали подкрепа на своите сюзерени.